# Inna
Elena Alexandra Apostoleanu (Mangalia, 16 oktober 1986), beter bekend onder haar artiestennaam Inna, is een Roemeense zangeres. Inna zingt vooral electropop- en eurodancenummers.

## Biografie
Inna was vooral erg bekend in haar thuisland Roemenië en in Bulgarije. In 2009 brak ze mede dankzij haar hit Hot ook door in West-Europa. In Roemenië, Bulgarije, Spanje, Griekenland en Turkije had ze met Hot een nummer 1-hit en in Nederland en Rusland een nummer 2-hit. Haar tweede single in Nederland werd Déjà vu, dat wederom een top 10-hit werd. Déjà vu behaalde de zevende plaats als hoogste positie. De derde single van Inna in Nederland werd Love. In eerste instantie zou 10 Minutes de volgende single worden, maar dat ging niet door. Op 22 april 2010 werd haar album Hot uitgebracht in Nederland. Haar album kwam 1 mei 2010 in de Album Top 100 binnen op 68, wat ook meteen de hoogste positie bleef. Hot heeft in totaal 12 weken in de Album Top 100 gestaan. In Vlaanderen kwam het album op nummer 56 binnen op 4 september 2010. Als laatste singles van het album volgden Amazing en 10 Minutes. In 2011 verscheen Sun is up als eerste single van haar album I am the club rocker. Als tweede single van dit album werd Club Rocker uitgebracht.
In 2011 won Inna een European Border Breakers Award, een prijs die jaarlijks wordt uitgereikt aan tien jonge veelbelovende Europese artiesten die het jaar ervoor succesvol buiten de eigen landsgrenzen debuteerden.

## Discografie

### Albums
- Hot (2009)
- I Am the Club Rocker (2011)
- Party Never Ends (2013)
- Party Never Ends (Part 2) (2013)
- Inna (2015)
- Body And The Sun (2015)
- Nirvana (2017)
- Yo (2019)
- Heartbreaker (2020)
- Champagne Problems (2022)
- Just Dance (2023)
- Everything or Nothing (2024)
- El Pasado (2024)

| Album met eventuele hitnotering(en) in de Nederlandse Album Top 100 | Datum van verschijnen | Datum van binnenkomst | Hoogste positie | Aantal weken | Opmerkingen |
| ------------------------------------------------------------------- | --------------------- | --------------------- | --------------- | ------------ | ----------- |
| Hot                                                                 | 22-04-2010            | 01-05-2010            | 68              | 12           |             |
| I am the club rocker                                                | 2011                  | -                     |                 |              |             |
| Party Never Ends                                                    | 2013                  | -                     |                 |              |             |
| Summer Days                                                         | 2014                  | -                     |                 |              |             |
| LatINNA                                                             | 2015                  | -                     |                 |              |             |

| Album met hitnotering(en) in de Vlaamse Ultratop 200 albums | Datum van verschijnen | Datum van binnenkomst | Hoogste positie | Aantal weken | Opmerkingen |
| ----------------------------------------------------------- | --------------------- | --------------------- | --------------- | ------------ | ----------- |
| Hot                                                         | 2010                  | 04-09-2010            | 37              | 7            |             |

### Singles
| Single met eventuele hitnotering(en) in de Nederlandse Top 40 | Datum van verschijnen | Datum van binnenkomst | Hoogste positie | Aantal weken | Opmerkingen                                 |
| ------------------------------------------------------------- | --------------------- | --------------------- | --------------- | ------------ | ------------------------------------------- |
| Hot                                                           | 2009                  | 29-08-2009            | 2               | 18           | Nr. 4 in de Single Top 100 / Alarmschijf    |
| Déjà vu                                                       | 2009                  | 28-11-2009            | 7               | 18           | met Bob Taylor / Nr. 9 in de Single Top 100 |
| Love                                                          | 2010                  | 27-03-2010            | 12              | 11           | Nr. 31 in de Single Top 100                 |
| Amazing                                                       | 2010                  | 26-06-2010            | 14              | 12           | Nr. 23 in de Single Top 100                 |
| 10 Minutes                                                    | 2010                  | 16-10-2010            | 18              | 7            | Nr. 76 in de Single Top 100                 |
| Sun is up                                                     | 2011                  | 05-03-2011            | 9               | 20           | Nr. 7 in de Single Top 100                  |
| Club Rocker                                                   | 27-06-2011            | 16-07-2011            | tip1            | -            | met Flo Rida / Nr. 79 in de Single Top 100  |
| Un momento                                                    | 12-09-2011            | 08-10-2011            | tip2            | -            | met Magan / Nr. 98 in de Single Top 100     |
| Wow                                                           | 2012                  | 19-05-2012            | tip18           | -            |                                             |
| More than Friends                                             | 2013                  | 27-07-2013            | tip2            | -            | met Daddy Yankee                            |
| Fade Away                                                     | 2017                  | 17-06-2017            | tip21           |              | met Sam Feldt & Lush & Simon                |
| Rock My Body                                                  | 2023                  | 09-06-2023            | 9               | 17           | met R3hab & Sash                            |
| Freak                                                         | 2023                  | 07-10-2023            | tip13*          |              | met Tujamo & Azteck                         |
| Queen of My Castle                                            | 2024                  | 26-04-2024            | 9               | 17           | met Kris Kross Amsterdam                    |

| Single met hitnotering(en) in de Vlaamse Ultratop 50 | Datum van verschijnen | Datum van binnenkomst | Hoogste positie | Aantal weken | Opmerkingen                  |
| ---------------------------------------------------- | --------------------- | --------------------- | --------------- | ------------ | ---------------------------- |
| Hot                                                  | 2009                  | 19-09-2009            | 6               | 19           |                              |
| Déjà vu                                              | 2010                  | 13-02-2010            | 15              | 16           | met Bob Taylor               |
| Amazing                                              | 2010                  | 31-07-2010            | 19              | 9            |                              |
| 10 Minutes                                           | 2010                  | 09-10-2010            | tip15           | -            |                              |
| Sun Is Up                                            | 2011                  | 19-03-2011            | 17              | 10           |                              |
| Club Rocker                                          | 2011                  | 06-08-2011            | tip36           | -            | met Flo Rida                 |
| Un momento                                           | 2011                  | 29-10-2011            | tip12           | -            | met Juan Magan               |
| Good Time                                            | 2014                  | 23-08-2014            | tip30           |              | met Pitbull                  |
| Fade Away                                            | 2017                  | 24-06-2017            | tip             |              | met Sam Feldt & Lush & Simon |
| Rock My Body                                         | 2023                  | 26-08-2023            | 29              | 7*           | met R3hab & Sash!            |

### Videoclips
| Jaar | Titel                                             | Album                | Regisseur                 |
| ---- | ------------------------------------------------- | -------------------- | ------------------------- |
| 2008 | Hot (True Love)                                   | Hot                  | Florin Botea              |
| 2008 | Hot (Dancing in the Dark)                         | Hot                  | Florin Botea              |
| 2009 | Love                                              | Hot                  | Bogdan Bobo Bărbulescu    |
| 2009 | Déjà Vu (met Bob Taylor)                          | Hot                  | Tom Boxer                 |
| 2009 | Amazing                                           | Hot                  | Tom Boxer                 |
| 2009 | I Need You For Christmas                          | Hot                  | Tom Boxer                 |
| 2010 | 10 minutes                                        | Hot                  | Paul Boyd                 |
| 2010 | Sun Is Up                                         | I Am the Club Rocker | Alex Herron               |
| 2011 | Club Rocker (met Flo Rida)                        | I Am the Club Rocker | Alex Herron               |
| 2011 | Un Momento (met Juan Magan)                       | I Am the Club Rocker | Alex Herron               |
| 2011 | Endless                                           | I Am the Club Rocker | Alex Herron               |
| 2012 | W.O.W                                             | I Am the Club Rocker | Alex Herron               |
| 2012 | Caliente                                          | Party Never Ends     | Hamid Bechir & John Perez |
| 2012 | Crazy Sexy Wild/Tu şi Eu                          | Party Never Ends     | Eduard Aninaru            |
| 2012 | INNdiA                                            | Party Never Ends     | Eduard Aninaru            |
| 2012 | J'Adore                                           | Party Never Ends     | Eduard Aninaru            |
| 2013 | More Than Friends (met Daddy Yankee) In Your Eyes | Party Never Ends     | Eduard Aninaru            |

- Biblioteca Nacional de España: XX5049286
- Bibliothèque nationale de France: cb16218409p (data)
- Gemeinsame Normdatei: 135431034
- International Standard Name Identifier: 0000 0001 1456 3419
- Library of Congress Control Number: no2012045517
- MusicBrainz: 99efca32-eea1-45fb-92cb-8798976a9769
- Nationale Bibliotheek van Tsjechië: mzk2010577881
- Système universitaire de documentation: 159309026
- Virtual International Authority File: 121309287